# Nate Ebner
Nate Ebner (* 14. Dezember 1988 in Dublin, Ohio) ist ein ehemaliger US-amerikanischer Footballspieler in der National Football League. Er spielte acht Jahre für die New England Patriots und zwei Jahre für die New York Giants. Nominell spielt er auf der Position des Defensive Backs, wurde aber vorwiegend in den Special Teams eingesetzt. Zudem vertrat er die Vereinigten Staaten im Siebener-Rugby.

## Frühe Jahre
Ebner war in seiner Jugend ein begeisterter Rugby-Union-Spieler und spielte an der Ohio State University hauptsächlich diese Sportart. Das in den Vereinigten Staaten populärere Football spielte er quasi nur nebenbei, wobei er vorwiegend in den Special Teams eingesetzt wurde.

## NFL
Ebner etablierte sich als einer der besten Gunner im College Football und wurde im NFL Draft 2012 von den Patriots an 197. Stelle gezogen. In New England etablierte sich Ebner als zuverlässiger Special-Teams-Spieler und gewann mit ihnen dreimal den Super Bowl (Super Bowl XLIX, Super Bowl LI und Super Bowl LIII).
Mit Einverständnis der Patriots bewarb sich Ebner erfolgreich um einen Platz im olympischen Siebener-Rugby-Kader der Vereinigten Staaten bei den Olympischen Sommerspielen 2016 in Rio de Janeiro. Hiermit wurde er nach Herschel Walker der erst zweite NFL-Profi, der die USA während einer aktiven Footballkarriere bei Olympia vertrat.
Am 19. März 2020 unterzeichnete Ebner einen Einjahresvertrag über 2 Millionen US-Dollar bei den New York Giants. Zur Saison 2021 nahmen sie ihn am 7. September 2021 erneut unter Vertrag.

## Persönliches
Ebner ist praktizierender Jude. Sein Vater kam 2008 bei einem Raubüberfall ums Leben.